# CS Hammam-Lif
Club Sportif de Hammam-Lif is een Tunesische voetbalclub uit Hammam-Lif.
De club was vooral succesvol in de jaren 40 en 50 toen er enkele landstitels en beker gewonnen werden. De meeste zijn voor de onafhankelijkheid van het land behaald. In 2022 degradeerde de ploeg naar 2de klasse.  

## Erelijst
- Championnat National Tunisien (4x)
  - Winnaar: 1951, 1954, 1955, 1956
- Beker van Tunesië (9x)
  - Winnaar: 1947¹, 1948¹, 1949¹, 1950¹, 1951¹, 1954¹, 1955¹, 1985, 2001
  - Finalist: 1964
- Tunesische Supercup (1x)
  - Winnaar: 1985

## Bekende (oud-)spelers
- Issam Ahmar El Hank